# Apillapampa
Apillapampa est une localité du département de Cochabamba en Bolivie, située dans la Province de Capinota et la municipalité de Capinota. Sa population était estimée à 1 523 habitants en 2010.

## Localisation
Apillapampa est la troisième ville de la municipalité de Capinota (en) dans la province de Capinota. Située à une hauteur de 3 322 m sur un plateau à environ une dizaine de kilomètres au sud du Rio Arque (en), l'une des sources du Rio Grande bolivien. À l'ouest de la ville se dresse une arête dans le sens nord-sud qui culmine ici une hauteur de plus de 3 800 mètres.

## Géographie
Apillapampa se situe dans la Cordillère Centrale bolivienne dans la zone de transition vers les basses terres boliviennes. La température moyenne de la région se situe à environ 14 °C et varie peu d'un peu plus de 10 °C en juin et juillet et environ 17 °C en novembre et décembre. La pluviométrie annuelle est d'environ 550 mm, avec une saison sèche marquée de mai à septembre, des précipitations mensuelles inférieures à 10 mm, et une humidité relative de décembre à février avec des précipitations allant jusqu'à 140 mm par mois.

## Réseau de communications
Apillapampa est située à 95 kilomètres par la route au sud de Cochabamba, la capitale du département. À la sortie de Cochabamba en direction de l'ouest, il convient de prendre l'autoroute n°4, qui vient de Caracollo sur la route 1 et qui traverse l'Altiplano du nord au sud. A 37 km au sud-ouest de Cochabamba, un embranchement au droit de Parotani permet de prendre une route non revêtue en direction du sud-est, jusqu'à 30 km de la ville de Capinota. 3 km au sud de Capinota se situe un nouvel embranchement vers le sud. La route travers le Río Arque et continue vers le village d'Arque. Peu après avoir traversé la rivière une piste en direction du sud permet d'atteindre Apillapampa après 22 km et se poursuit jusqu'à San Pedro de Buena Vista.

## Population
La population du village a évolué entre 2001 et 2010 comme suit :
- 2001 : 1 138 habitants (recensement)[2]
- 2010 : 1 523 habitants (estimation)[1]